# The Au Pair
The Au Pair är en brittisk thrillerserie vars första säsong, bestående av fyra avsnitt, har premiär under 2025 på Channel 5. Serien är regisserad av Oonagh Kearney efter ett manus skrivet av Michael Foott och Andy Bayliss.

## Handling
Serien kretsar kring Zoe Dalton som har en fin familj, en framgångsrik karriär och ett vackert hus på landet. För att få avlastning anställer hon en au pair, fransyskan Sandrine, men det är något märkligt med Sandrine.

## Rollista (i urval)
- David Suchet - George
- Sally Bretton - Zoe Dalton
- Ludmilla Makowski - Sandrine
- Kenny Doughty - Chris Dalton
- Virginie Ledoyen